# Папіломавіруси

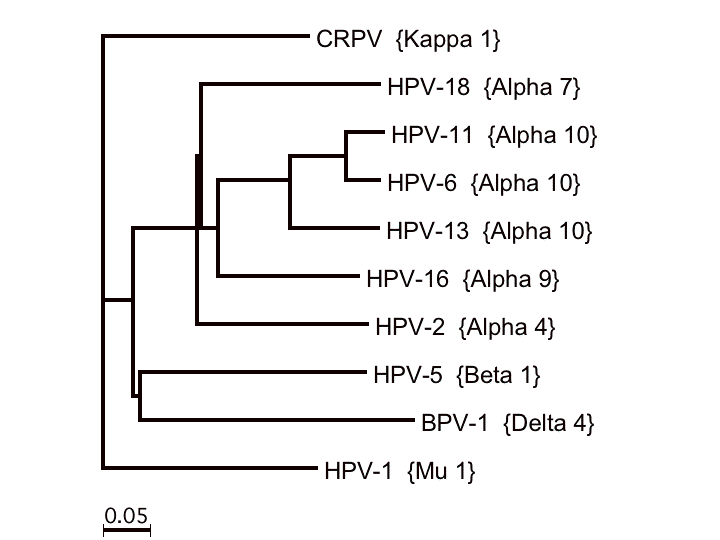
Філогенетичне дерево деяких видів папіломавірусів

Папіломавіруси (Papillomaviridae) — родина вірусів, що були ідентифіковані на початку XX століття, коли було показано, що бородавки (папіломи) можуть передаватися між індивідуумами за допомогою інфекційного агента. Раніше існувала родина Papovaviridae, яку згідно з останнім переглядом класифікації вірусів розділили на дві родини Поліомавіруси і Папіломавіруси.
У 1935 році Френсіс Пейтон Раус, який до того продемонстрував існування вірусу саркоми у курей, також показав, що папіломавірус може спричинити рак шкіри у заражених кролів. Це було першою демонстрацією того, що вірус може спричинити рак у ссавців.

## Морфологія віріонів
Прості віруси. Віріони сферичні, ікосаедрична симетрія (Т=7), 55 нм в діаметрі. Капсид складається з 72 пентамерів. Маса віріонів Mr = 47x106.

## Фізико–хімічні та фізичні властивості
Плавуча густина в CsCl = 1.34-1.35 г/см³. Віріони нечутливі до дії кислот, ефірів, нагрівання (50˚С, 1 год.).
Коефіцієнт седиментації S20,w = 300S.

## Геном
Тип нуклеїнової кислоти: кільцева dsDNA (ДНК) суперспіралізована, формує хроматиноподібний комплекс з гістонами, взятими у клітини-хазяїна. Розмір: 6.8-8.4 kbp. Вміст G+C = 40-60 %. Геном більшості видів містить 9-10 ORFs: Е1-Е8 (ранні гени), L1-L2 (пізні гени). Транскрипція і пізніх, і ранніх генів відбувається на одному ланцюгу ДНК та в одному напрямку. Пре-мРНК піддається посттранскрипційному процесингу (приєднання кепу, поліаденілування, сплайсинг). Продукти ранніх генів — неструктурні, регуляторні білки, які необхідні для реплікації, що пригнічують дію клітинних ферментів та стимулюють реплікацію ДНК клітини. Пізні гени кодують структурні білки. Реплікація вірусу поділена на дві чіткі фази, які пов'язані зі ступенем диференціації клітини-хазяїна (епітеліоцита).

Цикл вірусу:
1. плазмідна реплікація проходить у базальних епітеліоцитах зроговілого епітелію. Вірус адсорбується до рецепторів клітини-мішені і потрапляє в цитоплазму шляхом ендоцитозу, транспортується в ядро, ДНК роздягається, йде транскрипція ранніх генів і трансляція ранніх білків. «Спокійна» реплікація вірусної ДНК, відбувається синхронно з клітинною реплікацією, переважно один вірусний геном на клітину.
2. вегетативна реплікація — проходить у кератиноцитах. У цих диференційованих епітеліальних клітинах, де клітинний синтез ДНК уже не відбувається, вибухово зростає вірусна реплікація ДНК:

- інтенсивний синтез вірусної ДНК.
- транскрипція пізніх генів L1 та L2.
- трансляція (синтез капсидних білків) L1 та L2.
- збірка віріонів.
- руйнування ядра і вихід вірусу.

## Білки, ліпіди, вуглеводи
Вірусний геном кодує 8-10 білків масою 7-73 kDa. Капсид побудований двома білками: L1 (головний капсидний білок, формує пентамери) та L2 (мінорний капсидний білок). До складу віріону входять клітинні гістонові білки (H2a, H2b, H3 і H4), які зв'язуються з вірусною ДНК.
Неструктурні білки є продуктами ранніх генів. Е1 та Е2 задіяні у вірусній реплікації та регуляції генів (Е2). Е5, Е6 та Е7 стимулюють клітинну ДНК-реплікацію. Е4 зв'язуються зі специфічними структурами клітинного цитоскелету.
Ліпіди та вуглеводи відсутні.
Головними антигенами є капсидні білки. Білок L1 містить видоспецифічний антигенний домен, L2 — антигенний епітоп групової специфічності.

## Біологічні властивості
Папіломавіруси є дуже видоспецифічними. Уражують хребетних.
Тропізм — епітелій шкіри і слизових оболонок.
Інфікують лише проліферуючі епітеліоцити, інтенсивна реплікація і вихід вірусу відбувається у диференційованих кератиноцитах, що знаходяться у верхніх шарах тканини. ПВ ВРХ включають різні типи, що інфікують шкірні покриви (BPV1 і BPV2) або слизові (BPV4). За структурою геному ПВ ВРХ подібний ПВ людини.
Передача: контактно, статевим шляхом.
Спричиняють утворення доброякісних пухлин епітеліального походження (бородавки, папіломи). Проте такі утворення, породжені певними видами папіломавірусів, мають високий ризик злоякісного розвитку. Наразі доведено зв'язок багатьох онкологічних захворювань епітеліальних тканин із різними видами HPV. Часто геном цих вірусів вбудовується в ДНК клітини. Продукти вірусних генів Е6 та Е7 перетворюють клітини на ракові. Білки Е6 зв'язують та деградують білок р53, стимулюють теломеразну активність, Е7 — активують циклони Е та А.

## Профілактика та лікування
Специфічна профілактика папіломавірусної інфекції не розроблена. Вакцинація білками вірусного капсиду, отриманими на основі рекомбінантної ДНК технології, обнадійлива. Складність полягає в тому, що вакцина повинна містити багато типів вірусу, тому перехресний (міжтиповий) захист відсутній.
Рішення задачі специфічної профілактики ускладнювалась відсутністю типоспецифічних діагностичних серологічних тестів і неможливістю розмноження папіломавірусів у культурі клітин. Проте наразі створені ефективні вакцини проти папіломавірусів. 